# Diario di una schiappa - Non ce la posso fare!
Diario di una schiappa - Non ce la posso fare! (Diary of a Wimpy Kid: Old School) è un romanzo per bambini scritto dall'autore americano Jeff Kinney pubblicato nel 2015.
È il decimo libro della serie Diario di una schiappa ed è stato distribuito il 3 novembre 2015 in tutto il mondo e una versione estratta dal libro è stata pubblicata online il 28 ottobre dello stesso anno. Il libro è debuttato in prima posizione tra i bestseller in India.

## Storia editoriale
Il libro è stato annunciato il 9 marzo 2015. Il colore e il titolo della copertina sono stati annunciati il 27 aprile dello stesso anno, durante una live stream di Jeff Kinney. Un estratto del libro è stato pubblicato esclusivamente dal The Guardian il 29 giugno 2015.
Il libro è stato distribuito il 3 novembre 2015 in più di 90 paesi di tutto il mondo.

## Trama
Greg comincia a parlare del fatto che i grandi continuano a dire che ai “bei tempi” si stava molto meglio, e che l’elettronica sta rovinando tutto. La mamma di Greg, Susan, decide così di creare una petizione per disconnettersi per un weekend dai dispositivi elettronici. Ha bisogno di raccogliere cento firme. Intanto, il nonno va a vivere momentaneamente a casa di Greg e la sua famiglia, perché l’affitto nella sua residenza per anziani si è alzato. Il papà di Greg, Frank, decide quindi di fare bella figura con suo padre migliorando il comportamento dei figli  iniziando da Rodrick, che inizia così il suo primo lavoro in una gelateria. Più avanti, dato che il nonno è stato mollato dalla vecchia fidanzata, Greg gli mostra un sito di incontri, e il nonno accumula parecchie ammiratrici. Greg parla poi del fatto che a circa un mese di distanza, tutta la scuola andrà in gita alla Fattoria Vitadura per una settimana, per fare un campeggio all'antica, ma lui ha deciso che non ci andrà. Qualche giorno dopo, mentre la famiglia va a salutare Rodrick in gelateria, il nonno da accidentalmente una festa con le signore del sito d’incontri. Il papà si arrabbia molto con lui e caccia via tutti, ma all'uscita la mamma intercetta le signore e riesce a raccogliere le firme necessarie e portare la petizione in municipio.
Così nel weekend tutta la città staccherà la spina, e il sabato si riuniscono quasi tutti al parco per pulirlo. Greg intanto è a casa, e su consiglio del papà e con l’aiuto del suo migliore amico Rowley, prova a mettere su una bancarella per vendere limonata in giardino. L’idea però fallisce, e Greg pensa che, vendendo acqua ai pulitori del parco, avrebbero fatto più soldi. Così si recano al parco, ma anche questa idea fallisce, e Greg e Rowley finiscono per pulire il parco. Dopo un po' Greg è troppo stanco per continuare e fugge nel bosco vicino, dove lo seguono Frew, il suo compagno di studio, e Billy, un ragazzo che ha provato a rubare delle caramelle da un negozio, ma l’hanno beccato, e ora deve scontare la pena facendo lavori utili alla comunità. Il trio viene inseguito dalle scout (arrivate per contribuire alla pulizia del parco), ma riesce a fuggire. Dopo un po' però, la mamma rintraccia Greg con un chip GPS. Greg dice che è stato Billy a metterli in quel guaio, così lui viene portato via, e finisce così il weekend senza dispositivi elettronici.
Il papà è arrabbiato con Greg, e non è più sicuro di potersi fidare di lui e del nonno. Greg infatti, rimasto a casa col nonno, cercando di recuperare il tappo del dentifricio finito nel lavandino, allaga il pavimento del bagno. L’acqua rischia di creare una macchia d’umido sul soffitto della cucina, così i due partono per andare al negozio di ferramenta. Purtroppo il nonno non sa ben guidare, e l’auto rimane a secco, perché Rodrick ha finito la benzina andando in gelateria. Il nonno va a una stazione di rifornimento, e lascia Greg in macchina da solo. Il ragazzo vede avvicinarsi i ragazzi dei lavori di pubblica utilità, così si nasconde sotto il cruscotto, perché tra loro c’è Billy. Quando vanno via, Greg si solleva usando la leva del cambio, e la macchina finisce così in un fosso e si ammacca il cofano. Poi la mamma arriva a portarla fuori con un carro attrezzi. Il papà è via per lavoro, e Greg, che sta cercando un modo per fuggire alla sua rabbia per la macchina ammaccata, pensa di partire per la gita alla fattoria, che inizia quel giorno. Prima di partire il nonno dà a Greg un vecchio libro intitolato “Tutto ciò che un giovanotto deve sapere” e Greg lo porta con sé.
Il pullman parte, e all'arrivo Greg conosce i suoi compagni di camera, tra cui Rowley. L’accompagnatore è suo papà. Inoltre al campeggio sta circolando da anni una voce su un contadino pazzo che vive nei boschi, detto Silas Scratch. Durante il primo giorno si fanno vari giochi, ma Rowley si fa male e deve andare dal dottore. Inoltre i ragazzi si accorgono che la fattoria è davvero attrezzata male: devono riempire da soli la bacinella con l’acqua per fare la doccia, il cibo viene riciclato per il pasto successivo da anni e anni in un pentolone, e il servizio dei bagni è pessimo. La storia di Silas Scratch continua a girare nei giorni successivi, e nella capanna di Greg la situazione peggiora: il papà di Rowley è arrabbiato coi ragazzi perché crede di essere stato vittima di un brutto scherzo (ha trovato un pesce nel water, pescato da alcuni ragazzi e deposto lì), e tutti sono stanchi della gita e hanno nostalgia di casa. Al quarto giorno un ragazzo di nome Julian Trimble mangia un deodorante, e si sente molto male, ma si scopre che l’aveva fatto per poter tornare a casa. Così tutti pensano che sia un’ottima idea, ma gli accompagnatori fanno sparire tutti i deodoranti, e la capanna inizia a puzzare un sacco.
Il giorno seguente Rowley torna al campeggio, e i ragazzi iniziano a prepararsi per l’ultimo giorno: una notte all'aperto. Purtroppo Rowley raccoglie dell’edera velenosa, così lui e suo padre si sentono male, tornando così a casa, e i ragazzi restano senza accompagnatore. Il giorno dopo, l’ultimo prima della notte all'aperto, i ragazzi cercano di capire come costruire un rifugio, e si aiutano col libro di Greg. Essendo riusciti nell'impresa, tornano nella capanna, che puzza più che mai. I ragazzi capiscono di aver bisogno di deodorante, e decidono di fare un’incursione nella capanna delle ragazze, per prendere il loro. Purtroppo l’incursione è un disastro, e nella fuga, i ragazzi lasciano indietro un amico. Sono però riusciti a recuperare una sacca, che si rivela essere quella di una prof, che, infuriata, li trova grazie al ragazzo rimasto indietro, e dice che non possono rimanere senza accompagnatore, perché hanno infranto la regola numero uno.
Così nella notte, il papà di Greg li raggiunge per fare da accompagnatore. Il giorno dopo, Greg gli dice che il bagno è otturato, e che il servizio è orribile, ma suo padre sa già tutto perché ci era andato quando aveva la sua età. Si meraviglia anche del fatto che la leggenda di Silas Scratch circoli ancora. Quella notte Greg va nel bosco a raccogliere rami per il fuoco, e trova quella che sembra essere la baracca del contadino pazzo. Ci entra e scopre che in realtà è un capanno degli attrezzi, e che ha un bagno pulito e rifornito. A un certo punto incontra suo padre che ha appena fatto la doccia. Lui dice a Greg perché si trova lì: racconta che quando è andato lui alla fattoria, la situazione bagni era ancora peggio, e avendo trovato il capanno, aveva deciso di mantenere il segreto inventando la storia di Silas Scratch. Dopodiché, dato che stava piovendo a dirotto, il papà invita i ragazzi a dormire dentro alla capanna. La mattina dopo, Greg vorrebbe dire la verità a tutti su Silas Scratch, ma decide di mantenere il segreto, e torna a casa con suo papà.